# Luci Antoni (fill de Jul·lus Antoni)
Luci Antoni (en llatí: Lucius Antonius; 20 aC - 25 dC) va ser el fill gran de Jul·lus Antoni i Clàudia Marcel·la la Major. Era net del triumvir Marc Antoni i d'Octàvia, germana d'August. No se sap que tingués altres germans, però algunes evidències epigràfiques suggereixen que tenia una germana o una filla, Júlia Antònia. Una mitja germana de la seva mare era Vipsània Marcel·la.
El seu pare va ser acusat l'any 2 aC de cometre adulteri amb Júlia, la filla d'August, i es va veure obligat a suïcidar-se. Luci Antoni va ser enviat, després de la mort del seu pare, a un exili honorable a Massília, on va morir l'any 25.